# Mohammed Al-Breik
Mohammed Al-Breik (15 september 1992) is een Saoedi-Arabisch voetballer die als rechter verdediger speelt.

## Clubcarrière
Al-Breik speelde in de jeugd voor Al-Hilal waar hij in 2014 bij het eerste team kwam. In 2015 werd hij verhuurd aan Al-Raed. Hij werd in 2017 en 2018 landskampioen met Al-Hilal.

## Interlandcarrière
Hij debuteerde in 2015 voor het Saoedi-Arabisch voetbalelftal. Hij maakt deel uit van de selectie op het wereldkampioenschap voetbal 2018.